# Barisia
Barisia – rodzaj jaszczurek z podrodziny Gerrhonotinae w rodzinie padalcowatych (Anguidae).

## Zasięg występowania
Rodzaj obejmuje gatunki występujące endemicznie w Meksyku.

## Systematyka

### Etymologia
- Barisia (Barissia): J.E. Gray nie wyjaśnił etymologii nazwy rodzajowej[2], być może od gr. βαρυς barus „ciężki”[6].
- Tropidogerrhon: gr. τροπις tropis, τροπιδος tropidos „kil”[7]; γερρον gerrhon „plecionka, tarcza z plecionki”[8]. Gatunek typowy: Gerrhonotus rudicollis Wiegmann, 1828.

### Podział systematyczny
Do rodzaju należą następujące gatunki: 
- Barisia ciliaris
- Barisia herrerae
- Barisia imbricata
- Barisia jonesi
- Barisia levicollis
- Barisia planifrons
- Barisia rudicollis